# Fraise dentaire
 (mai 2010).

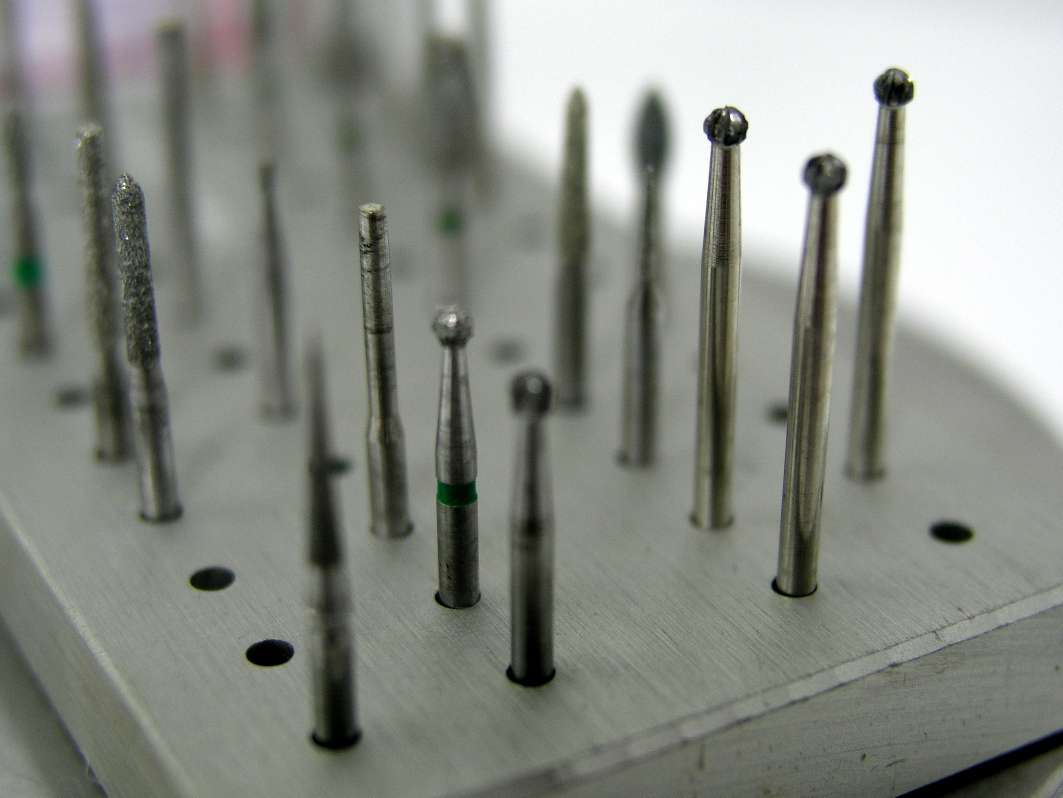
Set de fraises dentaires.

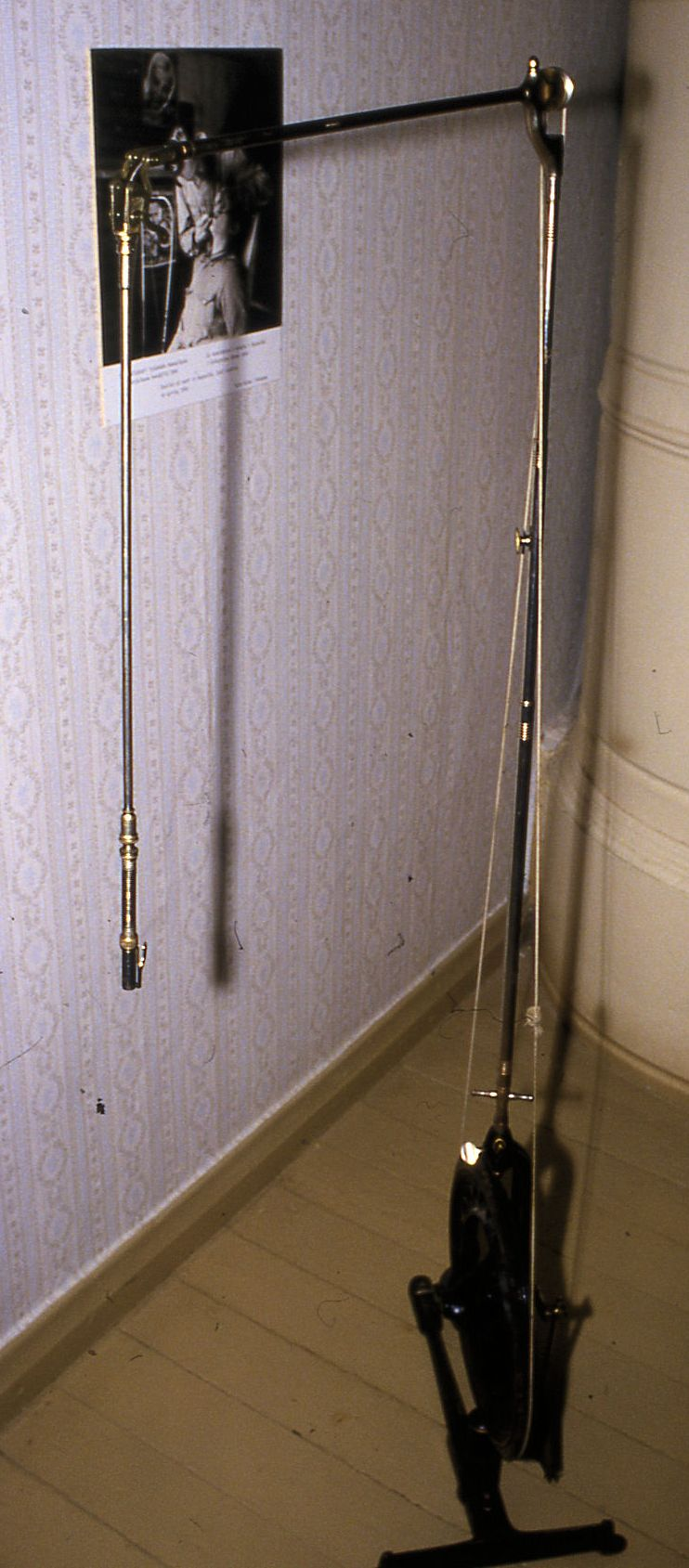
Le tour dentaire à pédale.

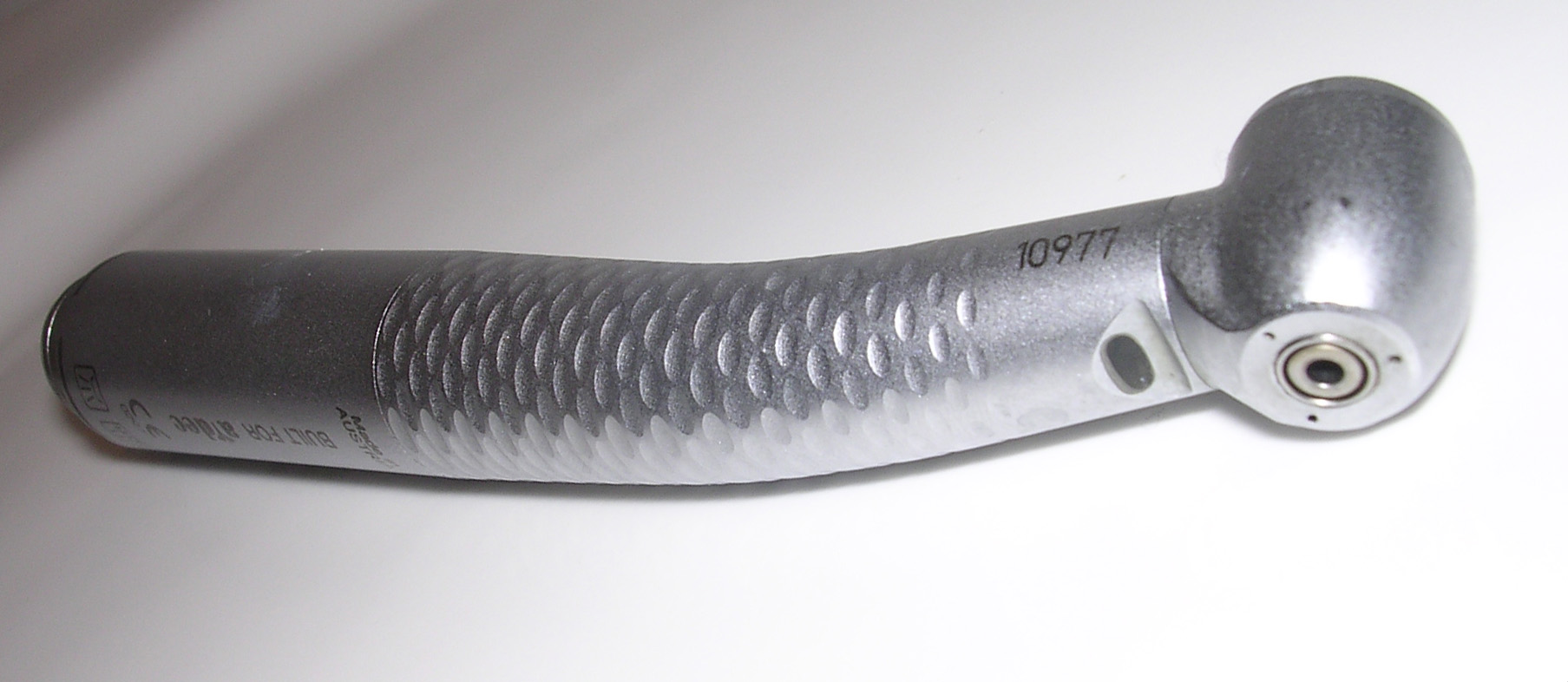
Turbine à haute vélocité.

Les fraises dentaires font partie des instruments standard pour la technique de préparation dentaire et elles sont disponibles en formes et versions différentes. 

## Historique
Depuis 1871 des ustensiles utilisables pour les préparations dentaires existent. Vers la fin du XIXe siècle, la production à l’échelle industrielle des instruments dentaires rotatifs a commencé.
Initialement on produisait fraises en acier, après pointes abrasives au carbure de silicium liées avec la céramique. Avec ces instruments on travaillait soit l'émail soit la dentine. Le développement de la turbine pour une utilisation dentaire (Borden 1956/57) permettait un nombre de tours et des vitesses de travail extrêmement élevées. Il fallait pour ça des instruments faits en matériaux plus résistants à l’usure. Depuis 1956 on produit les fraises en carbure de tungstène. Depuis 1958 on produit les pointes diamantées à liant galvanique.

## Types de fraise dentaire actuelles
Aujourd’hui les dentistes sont équipés de :
- fraises et grandes fraises en acier, en acier inoxydable et carbure de tungstène ;
- instruments abrasifs et petits gommes avec grains de diamant, de corindon et de carbure de silicium ;
- instruments abrasifs avec grains de diamant déposés sur un support d’acier ;
- instruments abrasifs avec grains de diamant déposés sur un support de carbure de tungstène mieux définis comme disteno-dentaire.

Les vitesses peuvent varier de 15 à 45 000 tours par minute.

## Caractéristiques et données techniques
Les instruments rotatifs sont « outils pour le travail pour ablation de copeaux ». La différence entre instruments pour fraiser et instruments abrasifs.[pas clair]
Le déroulement du travail avec ablation de copeaux, selon les normes DIN 8580, est subdivisé en deux parties :
- réduire en copeaux avec tranchantes géométriquement déterminées (trépaner et fraiser) ;
- réduire en copeaux avec tranchantes géométriquement indéterminées (abraser).

## Instruments avec tranchantes géométriquement déterminées
Fraises, fraises pour finir et grandes fraises.

## Matériaux pour tranchants
- Acier inoxydable (RFS), acier lié au chrome.
- Acier pour outils (WS), acier lié au tungstène - vanadium.
- Acier ultra rapide (HSS), acier lié au chrome - molybdène - tungstène.
- Carbure de tungstène (HM), métal dur sintérisé sur la base de carbure de tungstène - cobalt. On utilise exclusivement du carbure de tungstène à grain fin, recomprimé isostatiquement à chaud.
- Disteno dentaire, instruments en carbure de tungstène auquel des grains de diamant sont déposés. Le brevet est d’une entreprise italienne[1].

## Alternatives possibles
En alternative à la fraise dentaire on peut citer les lasers dentaires, par exemple de type Erbium ou YAP. Ils sont très coûteux. On ne les trouve que rarement en cabinet dentaire.

## Sources et autres références
- (en) Kristine M. Krapp et Jacqueline L. Longe, How products are made. volume 3 : an illustrated guide to product manufacturing, Gale Research Inc., Detroit, 1998, p. 109-110
- (en) M. E. Ring, « Behind the dentist's drill », in American heritage of invention & technology, 1995, vol. 11, no 2, p. 24-31
- (fr) GrahamJ. Mount et W.R. Hume, Préservation et restauration de la structure dentaire (trad. de la 1re édition anglaise par Henri Tenenbaum et Youssef Haikel), De Boeck Université, Paris, Bruxelles, 2002, VIII-272 p.  (ISBN 2-7445-0093-3)
- (fr) Eugène William Skinner et Ralph W. Phillips, « Mécanisme de la coupe avec les fraises dentaires » in Science des matériaux dentaires, J. Prélat, 1971 (6e éd.), p. 616 et suiv.

1. ↑  Brevet International - Attesté d'attribution no 0001344857 de 9 avril 2008 - demande TO2003A000865 de 4 novembre 2003 - C.C.I.A.A. de Turin - vois Bureau italien des marques et brevets